# Tahitiaanse keuken

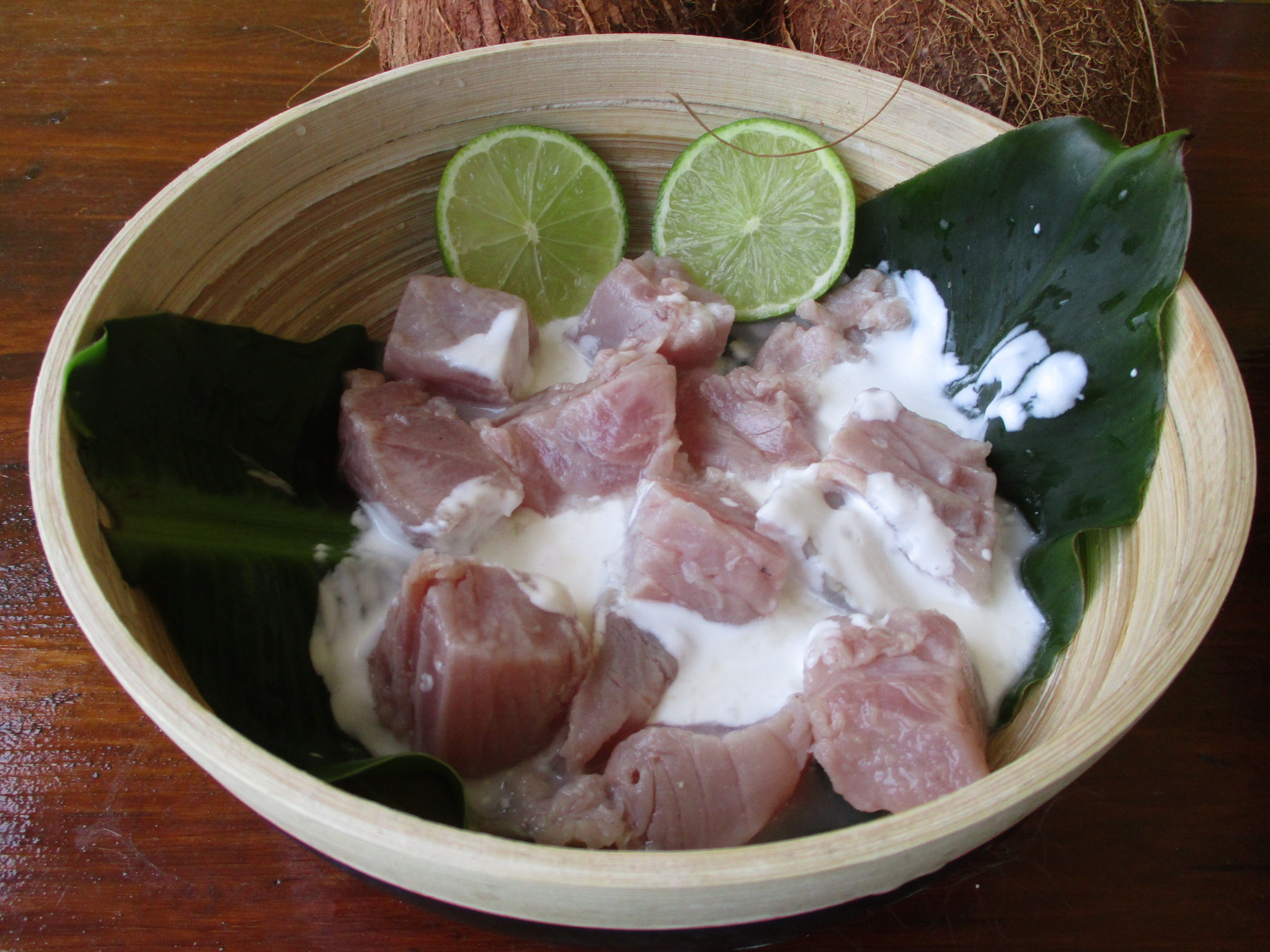
'Ota 'ika, rauwe gemarineerde rauwe vis met citroën en kokosmelk.

De Tahitiaanse keuken (ook wel de Frans-Polynesische keuken genoemd) laat zich in drie categorieën indelen:
1. De oorspronkelijke keuken zoals deze bestond voor het eerste contact met de Europeanen: Deze gerechten bestaan vaak uit rauwe vis of uit vlees gebakken in een zandoven. Er wordt weinig groente gegeten maar des te meer fruit. Belangrijke ingrediënten zijn verder de cassave en de zoete aardappel. Verder wordt er varkensvlees en zeeschildpad gegeten. Die laatste is trouwens wel een bedreigde soort.
2. De Europese en Amerikaanse keuken: Europese en Amerikaanse gerechten bereid met Polynesische ingrediënten. Er wordt opvallend veel gebruikgemaakt van spamvlees.
3. De Chinese keuken: Tahiti heeft een grote Chinese minderheid. Deze hebben hun eigen richting gegeven aan de plaatselijke keuken.

Tahitiaanse gerechten worden gewoonlijk met de handen gegeten. Er wordt weinig gebruikgemaakt van kruiden.

## Hoofdgerechten
- Fafa is een stoofpot van taro en kokosmelk en vlees.
- Uru is een zetmeel waar frieten van gemaakt worden.
- 'Ota 'ika is gemarineerde, rauwe vis met citroen en kokosmelk.

## Bijgerechten
In de Polynesische keuken is het gebruik van voor- en nagerechten niet gebruikelijk. Alles wordt tegelijkertijd geserveerd.
- Ipo is gekookt kokosbrood.
- Po'e is gebakken fruit, gemengd met zetmeel en overgoten met kokosmelk.

## Snacks en bijgerechten
- Faraoa, rauw kokosbrood.
- Pai zijn kliekjes gemengd met fruit en custard.
- Firifiri een Polynesische donut.